# Cronotopo (traduzione)
Cronòtopo, che significa «tempospazio», è un termine mutuato dallo spaziotempo della fisica (in riferimento alla teoria della relatività di Einstein). Nell'ambito della scienza della traduzione viene usato per indicare le coordinate, quali tempo, spazio e cultura, in cui il testo nasce e viene tradotto. 
Sul cronòtopo si è espresso anche Michail Bachtin, che lo ha definito come il rapporto tra le coordinate temporali e spaziali che danno forma a un testo letterario. Bachtin introduce il cronòtopo nel campo della letteratura, esprimendo così l'inscindibilità di spazio e tempo all'interno di un romanzo. Lo studioso parla di cronòtopo letterario, che permette di determinare il genere letterario di un romanzo e le sue varietà. Bachtin aggiunge anche che «la tipologia del “cronòtopo” si costruisce sull'opposizione “mondo proprio/mondo altrui”, mentre la tipologia dell'”enunciato” sull'opposizione “linguaggio proprio/linguaggio altrui”». Infatti l'analisi cronotopica del metatesto è più concettuale, mentre l'analisi linguistica si occupa più dell'aspetto linguistico e stilistico del testo tradotto.

## L'analisi cronotopica
L'analisi cronotopica serve per comprendere il testo nel suo insieme: la realtà storica in cui è ambientato, il rapporto personale dell'autore con questa realtà e la rappresentazione artistica della realtà in cui è posto il testo. Questo tipo di approccio per l'analisi di un testo ha la caratteristica di essere più caratterizzato a livello semiotico, ma meno condizionato dall'aspetto linguistico. Si tratta di un'analisi più concettuale e poetica che, nella stessa misura dell'analisi linguistica, ma con un approccio diverso, permette di fare l'analisi traduttologica, individuando le dominanti  o gli elementi su cui si basa il testo. Infatti il compito del traduttore non è solo quello di tradurre linguisticamente un prototesto, badando solo alla struttura superficiale, ma considerare questi aspetti ponendo particolare attenzione al mondo del testo, al testo nel suo insieme.

## I livelli cronotopici
È possibile individuare diversi livelli cronotopici, che quasi mai sono ben distinti l'uno dall'altro, bensì si intrecciano continuamente. Per l'individuazione dei tre principali livelli di cronòtopo si parte come per l'analisi tematica di un testo: ogni testo riflette una realtà, che risulta analizzabile nel testo e tramite le relazioni personali dell'autore con questa realtà. Inoltre da questi due aspetti dipende spesso la rappresentazione artistica della realtà, ovvero la creazione di un modello artistico. Sulla base di questo ragionamento possiamo individuare tre livelli tematici di un testo:
- Mondo oggettivato, ovvero la letteratura come fatto: di questo livello fanno parte le informazioni non letterarie (come la storia, la psicologia sociale o l'etnografia linguistica), la ricostruzione della realtà storica e linguistica, la tipizzazione e la prototipizzazione.

- Mondo soggettivato, ovvero la letteratura su un fatto: di questo livello fanno parte i fatti emotivi, l'autobiografismo, l'aspetto fattuale, mitizzato o mistificato e l'individualizzazione.

- Mondo astratto: di questo livello fanno parte l'acronizzazione, il neomitologismo, l'archetipizzazione e il modello artistico[3].

Sulla base di questa suddivisione in livelli tematici, è possibile individuare i tre livelli cronotopici:
- Cronòtopo topografico: legato al tempo e al luogo di svolgimento dell'intreccio. Nel caso della traduzione filmica si tratta di tempo e spazio reali, con cui lo spettatore entra in contatto. Il personaggio, quindi l'attore, che si muove nel film, usa un linguaggio, mostra un comportamento e ha un abbigliamento che riflettono il suo rapporto oggettivo con la realtà in cui è inserito.

- Cronòtopo psicologico: legato al mondo soggettivo dei personaggi, quindi l'aspetto del personaggio, come l'autostima, il rapporto con le persone e con gli eventi.

- Cronòtopo metafisico o cronòtopo della concezione autoriale: legato all'interpretazione dell'autore e alla sua mentalità. Un testo (verbale o deverbalizzante) ha inizio da una concezione, da un progetto o da uno scopo concreto. L'obiettivo del testo è costruire un tutto unico a partire da quello che viene rappresentato: la concezione, il progetto o lo scopo iniziali devono trasparire agli occhi dello spettatore/lettore in modo comprensibile e sintetico.

L'analisi cronotopica prevede quindi un testo in cui è possibile individuare una realtà concepita, una realtà vissuta e una realtà immaginata. 
In musica, l'analisi cronotopica è stata utilizzata per studiare la soggettività dell'espressività musicale.
Altre categorie cronotopiche nella traduzione deverbalizzante (traduzione filmica) individuate da Peeter Torop:
- Cronòtopo stilizzato: questo cronòtopo è caratteristico delle traduzioni macrostilistiche in cui la dominante è individuabile nel testo o nei tratti formali distintivi. Alla base di questo livello cronotopico possiamo trovare lo stile dell'opera, il desiderio di orientare l'opera verso un lettore/spettatore straniero, il desiderio di sociologizzare e rendere più rappresentabile un'opera o il desiderio di mediare l'opera con una cultura altrui.

- Cronòtopo concreto degli eventi: questo cronòtopo è tipico delle traduzioni precise in cui la dominante è individuabile nell'informazione e nel contenuto, per esporre il più dettagliatamente possibile il contenuto ed eventualmente anche per commentarlo. Alcuni strumenti che si possono usare per questo tipo di traduzione sono l'epilogo, il prologo o l'uso della narrazione fuori campo. Perciò si troveranno riepiloghi equilibrati, spiegazioni all'inizio, al centro o alla fine, sforzi di precisione nella descrizione della realtà.

- Cronòtopo storico concreto modificato: questo cronòtopo è caratteristico delle traduzioni microstilistiche che vedono nel personaggio dell'opera la dominante assoluta. Da qui consegue un approfondimento del carattere di un personaggio e la modifica del testo in funzione del personaggio scelto. Eventualmente ci si può anche allontanare dalle coordinate spazio-temporali o dalla concezione iniziale del testo, per trasferire una parte dell'intreccio che diventa, così, indipendente nel nuovo cronòtopo. Per questo motivo questo livello si chiama «storico concreto modificato».

- Cronòtopo concreto concettualizzato: questo cronòtopo è tipico delle traduzioni filmiche-citazioni, in cui la dominante è il motivo. Queste traduzioni hanno un legame più tenue con il prototesto e a livello di motivo è possibile avere una traduzione non solo dell'opera, ma anche di tutto un autore sulla base del motivo conduttore di tutta la sua opera. Si parla di cronòtopo concreto concettualizzato, perché l'ambiente storico è ben riconoscibile dallo spettatore, ma viene arricchito dal simbolismo individuabile nel comportamento dei personaggi, nella realtà, nella concezione o dagli effetti visivi, sonori o del colore. Procedendo con un'unificazione delle opere di un autore si viene a perdere il legame tra eventi e personaggi, ma si ottiene una serie di episodi slegati l'uno dall'altro, perdendo, però, la specificità dell'autore stesso.

- Cronòtopo compensatorio: questo cronòtopo è tipico delle traduzioni tematiche, in cui la dominante è il tema.  In queste traduzioni i motivi dell'opera e quelli autoriali vengono conservati. In questo livello cronotopico si può avere un'arcaizzazione o modernizzazione del tema. Può rientrare nel tema anche l'aspetto psicologico di un personaggio, anche in rapporto con gli altri.

- Cronòtopo associativo: questo cronòtopo caratterizza le traduzioni descrittive che hanno per dominante il conflitto, cercando di rafforzarlo o generalizzarlo.

- Cronòtopo astratto modificato: questo cronòtopo è tipico delle traduzioni espressive, in cui la dominante è il genere testuale, a seconda del quale il testo viene rielaborato e ricostruito nelle coordinate spazio-temporali.

- Cronòtopo concreto del regista: questo cronòtopo è caratteristico delle traduzioni libere, in cui la dominante è l'interpretazione o la versione del testo. Questo tipo di traduzione trasmette una versione originale del testo con una marcata individualità da parte dell'autore del metatesto. L'interpretazione individuale da parte dell'autore del metatesto è importante, perché non si tratta di una modernizzazione, bensì di una trasposizione dell'opera. Si tratta di traduzioni più concettuali e più vicine al prototesto, anche se nell'ottica dello stile dell'autore nel testo di arrivo.